# TSG Entertainment
TSG Entertainment Finance LLC, торгова назва TSG Entertainment — американська компанія, що займається фінансуванням і продюсуванням фільмів.
TSG було засновано у 2012 році після виходу в кінотеатрах США фільму «Обережно! Предки в хаті» на заміну Dune Entertainment, коли Dune не продовжила свою угоду з 20th Century Fox. Fox шукала нову довгострокову угоду про співфінансування та уклала угоду з TSG Entertainment. TSG також має угоду про співфінансування з Sony Pictures Motion Picture Group з 2022 року.
TSG означає материнську компанію The Seelig Group. Логотип TSG — це зображення чоловіка з луком, який пускає стрілу в кілька наконечників сокири, подібно до Одіссея в поемі Гомера.

## Історія
Фінансова організація була заснована колишнім партнером Dune Чіпом Сілігом з основним фінансуванням Magnetar Capital з додатковим фінансуванням Сілігом та іншими. Сіліг покинув Dune у травні 2011 року, щоб відкрити нову фінансову компанію.
У листопаді 2015 року китайська кіностудія Bona Film Group інвестувала в TSG 235 мільйонів доларів.
Через придбання компанією Walt Disney компанії 21st Century Fox (без певних підрозділів) 20 березня 2019 року компанія Disney успадкувала угоду Fox із TSG щодо 20th Century Fox (нині 20th Century Studios).

### Позов
У 2023 році TSG подав до суду на Disney, стверджуючи про порушення контракту щодо фінансування фільмів 20th Century Fox та їх розповсюдження на потокових платформах.

## Фільми

### 2013
| Дата випуску | Назва                                    | Дистриб'ютор             | Примітки         |
| ------------ | ---------------------------------------- | ------------------------ | ---------------- |
| 14 лютого    | Міцний горішок. Гарний день, аби померти | 20th Century Fox         | Перший фільм TSG |
| 5 квітня     | Транс                                    | Fox Searchlight Pictures |                  |
| 7 червня     | Стажери                                  | 20th Century Fox         |                  |
| 28 червня    | Озброєні і небезпечні                    | 20th Century Fox         |                  |
| 5 липня      | Дорога, дорога додому                    | Fox Searchlight Pictures |                  |
| 26 липня     | Росомаха                                 | 20th Century Fox         |                  |
| 7 серпня     | Персі Джексон: Море чудовиськ            | 20th Century Fox         |                  |
| 20 вересня   | Досить слів                              | Fox Searchlight Pictures |                  |
| 27 вересня   | Отримайте багаж                          | Fox Searchlight Pictures |                  |
| 25 жовтня    | Радник                                   | 20th Century Fox         |                  |
| 8 листопада  | Книжкова злодійка                        | 20th Century Fox         |                  |
| 29 листопада | Чорне Різдво                             | Fox Searchlight Pictures |                  |
| 25 грудня    | Таємне життя Волтера Мітті               | 20th Century Fox         |                  |

### 2014
| Дата випуску | Назва                              | Дистриб'ютор                                                             |
| ------------ | ---------------------------------- | ------------------------------------------------------------------------ |
| 17 січня     | Пришестя диявола                   | 20th Century Fox                                                         |
| 7 лютого     | Мисливці за скарбами               | Sony Pictures Releasing (United States) 20th Century Fox (International) |
| 28 лютого    | Син Божий                          | 20th Century Fox                                                         |
| 7 березня    | Готель «Гранд Будапешт»            | Fox Searchlight Pictures                                                 |
| 25 квітня    | Інша жінка                         | 20th Century Fox                                                         |
| 2 травня     | Белль                              | Fox Searchlight Pictures                                                 |
| 23 травня    | Люди Ікс: Дні минулого майбутнього | 20th Century Fox                                                         |
| 6 червня     | Винні зірки                        | 20th Century Fox                                                         |
| 11 липня     | Світанок планети мавп              | 20th Century Fox                                                         |
| 15 серпня    | Фейкові копи                       | 20th Century Fox                                                         |
| 12 вересня   | Брудні гроші                       | Fox Searchlight Pictures                                                 |
| 19 вересня   | Той, що біжить лабіринтом          | 20th Century Fox                                                         |
| 3 жовтня     | Загублена                          | 20th Century Fox                                                         |
| 17 жовтня    | Бердмен                            | Fox Searchlight Pictures                                                 |
| 5 грудня     | Дика                               | Fox Searchlight Pictures                                                 |
| 12 грудня    | Вихід: Боги та царі                | 20th Century Fox                                                         |
| 19 грудня    | Ніч у музеї: Секрет гробниці       | 20th Century Fox                                                         |

### 2015
| Дата випуску | Назва                                          | Дистриб'ютор                                                                         |
| ------------ | ---------------------------------------------- | ------------------------------------------------------------------------------------ |
| 9 січня      | Викрадена 3                                    | 20th Century Fox                                                                     |
| 13 лютого    | kingsman: Таємна служба                        | 20th Century Fox                                                                     |
| 6 березня    | Готель Меріголд. Заселення триває              | Fox Searchlight Pictures                                                             |
| 10 квітня    | Найдовша подорож                               | 20th Century Fox                                                                     |
| 1 травня     | Подалі від шаленої юрми                        | Fox Searchlight Pictures                                                             |
| 22 травня    | Полтергейст                                    | 20th Century Fox                                                                     |
| 5 червня     | Шпигунка                                       | 20th Century Fox                                                                     |
| 24 липня     | Паперові міста                                 | 20th Century Fox                                                                     |
| 7 серпня     | Фантастична четвірка                           | 20th Century Fox                                                                     |
| 21 серпня    | Хітмен: Агент 47                               | 20th Century Fox                                                                     |
| 18 вересня   | Той, що біжить лабіринтом: Випробування вогнем | 20th Century Fox                                                                     |
| 2 жовтня     | Марсіянин                                      | 20th Century Fox                                                                     |
| 16 жовтня    | Міст шпигунів                                  | Walt Disney Studios Motion Pictures (United States)/20th Century Fox (International) |
| 25 листопада | Віктор Франкенштайн                            | 20th Century Fox                                                                     |
| 18 грудня    | Елвін і бурундуки: Бурундомандри               | 20th Century Fox                                                                     |
| 25 грудня    | Джой                                           | 20th Century Fox                                                                     |

### 2016
| Дата випуску | Назва                          | Дистриб'ютор             |
| ------------ | ------------------------------ | ------------------------ |
| 12 лютого    | Дедпул                         | 20th Century Fox         |
| 26 лютого    | Едді «Орел»                    | 20th Century Fox         |
| 4 березня    | По той бік дверей              | 20th Century Fox         |
| 8 квітня     | Руйнація                       | Fox Searchlight Pictures |
| 27 травня    | Люди Ікс: Апокаліпсис          | 20th Century Fox         |
| 24 червня    | День незалежності: Відродження | 20th Century Fox         |
| 8 липня      | Весільний погром               | 20th Century Fox         |
| 22 липня     | Гарно жити не заборониш        | Fox Searchlight Pictures |
| 2 вересня    | Морган                         | 20th Century Fox         |
| 30 вересня   | Дім дивних дітей міс Сапсан    | 20th Century Fox         |
| 21 жовтня    | Встигнути за Джонсами          | 20th Century Fox         |
| 23 грудня    | Чому він?                      | 20th Century Fox         |
| 25 грудня    | Приховані фігури               | 20th Century Fox         |

### 2017
| Дата випуску | Назва                           | Дистриб'ютор                                                         |
| ------------ | ------------------------------- | -------------------------------------------------------------------- |
| 3 березня    | Лоґан: Росомаха                 | 20th Century Fox                                                     |
| 3 березня    | Столик № 19                     | Fox Searchlight Pictures                                             |
| 12 травня    | Безсоромна мандрівка            | 20th Century Fox                                                     |
| 19 травня    | Чужий: Заповіт                  | 20th Century Fox                                                     |
| 19 травня    | Щоденник слабака: Довга подорож | 20th Century Fox                                                     |
| 9 червня     | Моя кузина Рейчел               | Fox Searchlight Pictures                                             |
| 14 липня     | Війна за планету мавп           | 20th Century Fox                                                     |
| 18 серпня    | Патті Кейкс                     | Fox Searchlight Pictures                                             |
| 22 вересня   | Кінгсман: Золоте кільце         | 20th Century Fox                                                     |
| 6 жовтня     | Гора між нами                   | 20th Century Fox                                                     |
| 13 жовтня    | Прощавай, Крістофер Робін       | Fox Searchlight Pictures                                             |
| 10 листопада | Вбивство у «Східному експресі»  | 20th Century Fox                                                     |
| 1 грудня     | Форма води                      | Fox Searchlight Pictures                                             |
| 20 грудня    | Найвеличніший шоумен            | 20th Century Fox                                                     |
| 22 грудня    | Секретне досьє                  | 20th Century Fox (United States)/ Universal Pictures (International) |

### 2018
| Дата випуску | Назва                                      | Дистриб'ютор     |
| ------------ | ------------------------------------------ | ---------------- |
| 26 січня     | Той, що біжить лабіринтом: Ліки від смерті | 20th Century Fox |
| 2 березня    | Червоний горобець                          | 20th Century Fox |
| 16 березня   | З любов'ю, Саймон                          | 20th Century Fox |
| 18 травня    | Дедпул 2                                   | 20th Century Fox |
| 3 серпня     | Темні уми                                  | 20th Century Fox |
| 14 вересня   | Хижак                                      | 20th Century Fox |
| 12 жовтня    | Погані часи у «Ель Роялі»                  | 20th Century Fox |
| 2 листопада  | Богемна рапсодія                           | 20th Century Fox |
| 16 листопада | Вдови                                      | 20th Century Fox |

### 2019
| Дата випуску | Назва                   | Дистриб'ютор                                                                                         | Примітки                                   |
| ------------ | ----------------------- | --- | ------------------------------------------ |
| 25 січня     | Майбутній король        | 20th Century Fox                                                                                     |                                            |
| 14 лютого    | Аліта: Бойовий ангел    | 20th Century Fox                                                                                     |                                            |
| 15 березня   | Наслідки                | Fox Searchlight Pictures                                                                             |                                            |
| 7 червня     | Люди Ікс: Темний Фенікс | 20th Century Fox                                                                                     | Перший фільм TSG після злиття Disney і Fox |
| 12 липня     | Водій для копа          | 20th Century Fox                                                                                     |                                            |
| 9 серпня     | Очима собаки            | 20th Century Fox                                                                                     |                                            |
| 21 серпня    | Гра в хованки           | Fox Searchlight Pictures                                                                             |                                            |
| 20 вересня   | До зірок                | 20th Century Fox                                                                                     |                                            |
| 4 жовтня     | Люсі в космосі          | Fox Searchlight Pictures                                                                             |                                            |
| 18 жовтня    | Кролик Джоджо           | Fox Searchlight Pictures                                                                             |                                            |
| 1 листопада  | Термінатор: Фатум       | Paramount Pictures (Сполучені Штати) 20th Century Fox (через Buena Vista International, міжнародний) |                                            |
| 15 листопада | Аутсайдери              | 20th Century Fox                                                                                     |                                            |

### 2020
| Дата випуску | Назва            | Дистриб'ютор         |
| ------------ | ---------------- | -------------------- |
| 10 січня     | Під водою        | 20th Century Fox     |
| 14 лютого    | Швидкісний спуск | Searchlight Pictures |
| 21 лютого    | Поклик пращурів  | 20th Century Studios |
| 28 лютого    | Венді            | Searchlight Pictures |
| 28 серпня    | Нові мутанти     | 20th Century Studios |
| 23 жовтня    | Порожня людина   | 20th Century Studios |

### 2021
| Дата випуску | Назва                | Дистриб'ютор                        | Примітки                         |
| ------------ | -------------------- | ----------------------------------- | -------------------------------- |
| 19 лютого    | Земля кочовиків      | Searchlight Pictures                |                                  |
| 14 травня    | Жінка у вікні        | Netflix                             |                                  |
| 30 липня     | Круїз по джунглях    | Walt Disney Studios Motion Pictures | Перший і єдиний фільм Disney TSG |
| 13 серпня    | Персонаж             | 20th Century Studios                |                                  |
| 20 серпня    | Будинок таємниць     | Searchlight Pictures                |                                  |
| 17 вересня   | Очі Теммі Фей        | Searchlight Pictures                |                                  |
| 15 жовтня    | Остання дуель        | 20th Century Studios                |                                  |
| 22 жовтня    | Щось не так з Роном  | 20th Century Studios                | Перший анімаційний фільм TSG     |
| 29 жовтня    | Ненаситний           | Searchlight Pictures                |                                  |
| 10 грудня    | Вестсайдська історія | 20th Century Studios                |                                  |
| 17 грудня    | Алея жаху            | Searchlight Pictures                |                                  |
| 22 грудня    | Кінгс Мен            | 20th Century Studios                |                                  |

### 2022
| Дата випуску | Назва                       | Дистриб'ютор            | Примітки                                           |
| ------------ | --------------------------- | ----------------------- | -------------------------------------------------- |
| 11 лютого    | Смерть на Нілі              | 20th Century Studios    |                                                    |
| 15 липня     | Там, де співають раки       | Sony Pictures Releasing | Перша співпраця TSG із Sony Pictures Entertainment |
| 5 серпня     | Швидкісний поїзд            | Sony Pictures Releasing |                                                    |
| 26 серпня    | Запрошення                  | Sony Pictures Releasing |                                                    |
| 16 вересня   | Як вони біжать              | Searchlight Pictures    |                                                    |
| 16 вересня   | Королева-воїн               | Sony Pictures Releasing |                                                    |
| 7 жовтня     | Мій домашній крокодил       | Sony Pictures Releasing |                                                    |
| 21 жовтня    | Банші Інішерина             | Searchlight Pictures    |                                                    |
| 18 листопада | Меню                        | Searchlight Pictures    |                                                    |
| 9 грудня     | Імперія світла              | Searchlight Pictures    |                                                    |
| 16 грудня    | Аватар: Шлях води           | 20th Century Studios    |                                                    |
| 23 грудня    | Я хочу з кимось потанцювати | Sony Pictures Releasing |                                                    |
| 29 грудня    | Чоловік на ім'я Отто        | Sony Pictures Releasing |                                                    |

### 2023
| Дата випуску | Назва                      | Дистриб'ютор            |
| ------------ | -------------------------- | ----------------------- |
| 20 січня     | Зникла безвісти            | Sony Pictures Releasing |
| 10 березня   | 65                         | Sony Pictures Releasing |
| 14 квітня    | Екзорцист Ватикану         | Sony Pictures Releasing |
| 21 квітня    | Шевальє                    | Searchlight Pictures    |
| 28 квітня    | Великий Джордж Форман      | Sony Pictures Releasing |
| 5 травня     | Кохай знову                | Sony Pictures Releasing |
| 2 червня     | Бугімен                    | 20th Century Studios    |
| 23 червня    | Без образ                  | Sony Pictures Releasing |
| 14 липня     | Театральний табір          | Searchlight Pictures    |
| 25 серпня    | Ґран Туризмо               | Sony Pictures Releasing |
| 1 вересня    | Праведник 3                | Sony Pictures Releasing |
| 15 вересня   | Дурні гроші                | Sony Pictures Releasing |
| 15 вересня   | Привиди у Венеції          | 20th Century Studios    |
| 10 листопада | Подорож до Вифлеєма        | Sony Pictures Releasing |
| 17 листопада | Наступний гол — переможний | Searchlight Pictures    |
| 17 листопада | День подяки                | Sony Pictures Releasing |
| 22 листопада | Наполеон                   | Sony Pictures Releasing |
| 8 грудня     | Бідолашні створіння        | Searchlight Pictures    |
| 22 грудня    | Люблю тебе ненавидіти      | Sony Pictures Releasing |
| 22 грудня    | Всі ми незнайомці          | Searchlight Pictures    |

### 2024
| Дата випуску | Назва                                 | Дистриб'ютор                   | Примітки |
| ------------ | ------------------------------------- | ------------------------------ | -------- |
| 14 лютого    | Мадам Павутина                        | Sony Pictures Releasing        |          |
| 22 березня   | Мисливці на привидів: Крижана імперія | Sony Pictures Releasing        |          |
| 5 квітня     | Омен: Початок                         | 20th Century Studios           |          |
| 3 травня     | Таро                                  | Sony Pictures Releasing        |          |
| 10 травня    | Королівство планети мавп              | 20th Century Studios           |          |
| 7 червня     | Погані хлопці: Все або нічого         | Sony Pictures Releasing        |          |
| 21 червня    | Види милосердя                        | Searchlight Pictures           |          |
| 26 липня     | Дедпул і Росомаха                     | Кінофільми студії Уолта Діснея |          |
| 2 серпня     | Гарольд і магічний олівець            | Sony Pictures Releasing        |          |
| 9 серпня     | Покинь, якщо кохаєш                   | Sony Pictures Releasing        |          |
| 16 серпня    | Чужий: Ромул                          | 20th Century Studios           |          |
| 30 серпня    | Бійся                                 | Sony Pictures Releasing        |          |